# Bellusco
Bellusco (lombardul: Belusch) település Olaszországban, Lombardia régióban, Monza e Brianza megyében. Lakosainak száma 7413 fő (2023. január 1.). Bellusco Busnago, Mezzago, Ornago, Roncello, Sulbiate és Vimercate községekkel határos.

## Népesség
A település népességének változása:
| Lakosok száma | 7380 | 7360 | 7403 | 7413 |
|               | 2013 | 2017 | 2018 | 2023 |

## Híres szülöttjei
- Patrizio Sala (1955–) válogatott labdarúgó